# 長鰭箭口魚
長鰭箭口魚（学名：Tactostoma macropus）为輻鰭魚綱巨口鱼目巨口鱼科的其中一種。分布於西北太平洋的日本、勘察加半島及東太平洋從白令海至智利海域，體長可達34.3公分。